# Ystradgynlais
Ystradgynlais ([ˌəstradˈɡənlais]ⓘ) es una villa galesa localizada al extremo suroeste del condado Powys, cerca de la frontera con Swansea, de la cual forma parte del área urbana de Swansea. La villa está al lado del río Tawe y su carretera principal es la A4067 que enlaza Ystradgynlais a Swansea en el sur y el Parque Nacional de los Brecon Beacons al norte. La población de Ystradgynlais es 8023, la segunda más grande en el condado después de Newtown.

## Topónimo
Ystradgynlais proviene del galés y cuyo significado es «valle del río Cincel» –Cynlais puede ser un nombre propio, o derivar de cyn ('cincel') y glais ('arroyo')– su primera mención se registra en 1372. La villa no dispone de un nombre anglicado.

## Historia
Las industrias en la villa, durante la Revolución Industrial, se basaba en la minería del carbón, en altos hornos de siderurgia. El Eisteddfod Nacional de Gales de 1954 se realizó en Ystradgynlais.